# Chiromantis baladika
Chiromantis baladika es una especie de anfibio anuro de la familia Rhacophoridae.

## Distribución geográfica
Esta especie es endémica de Sumatra en Indonesia. Se encuentra a 273 m sobre el nivel del mar. La localidad tipo es Provincia de Sumatra Occidental (1 ° 26 '15 .3" S, 101 ° 31 '47.7 "E)

## Publicación original
- Riyanto & Kurniati, 2014 : Three new species of Chiromantis Peters 1854 (Anura: Rhacophoridae). Russian Journal of Herpetology, vol. 21, n.º 1, p. 65–73.[2]